# Cecil Hankins
Cecil Orgus Hankins (Covin, 6 gennaio 1922 – Sand Springs, 3 giugno 2002) è stato un cestista e allenatore di pallacanestro statunitense, professionista nella BAA e nella NBL.

## Palmarès
- Campione NCAA (1945)